# Posłowie na Sejm II RP z okręgu Suwałki
 Posłowie na Sejm II RP z okręgu Suwałki
Lista posłów  według kadencji

## Posłowie na Sejm Ustawodawczy (1919–1922)
- Władysław Brzosko (ZLN)
- Aleksander Putra (PSL "Piast")

## Posłowie na Sejm IV kadencji (1935–1938)
- Adam Koc (OZN)
- Michał Łazarski (OZN)

## Posłowie na Sejm V kadencji (1938–1939)
- Michał Pankiewicz (OZN)